# Tommy Banks
Tommy Banks (Farnworth, 1929. november 10. – 2024. június 13.) angol labdarúgóhátvéd.

## Pályafutása
1947 és 1961 között a Bolton Wanderers, 1961 és 1963 között az Altrincham, 1963 és 1967 között a walesi Bangor City labdarúgója volt.
1958-ban hat alkalommal szerepelt az angol válogatottban és részt vett a svédországi világbajnokságon.